# La Dame à la louve
La Dame à la louve est un recueil de nouvelles de Renée Vivien publié en 1904.
Il se compose de dix-sept nouvelles, dont les titres réfèrent à des personnages féminins. Plusieurs nouvelles sont sous-titrées par le nom de leur narrateur masculin.
Le recueil contient des références à Sappho, Ruth et Naomi, Gustave Flaubert.

## Composition du recueil
- La Dame à la louve conté par M. Pierre Lenoir
- La Soif ricane conté par Jim Nicholls
- Le Prince charmant conté par Gesa Karoly
- Les Sœurs du silence
- Cruauté des pierreries conté par Giuseppe Bianchini
- Trahison de la forêt conté par Blue Dirk
- La Chasteté paradoxale
- La Splendide Prostituée récit d'un envieux
- La Saurienne conté par Mike Watts
- Le Voile de Vasthi
- Brune comme une noisette
- Psappha charme les sirènes
- Le Club des Damnés
- L'Amitié féminine
- Svanhild
- Blanche comme l'écume
- Bona Dea

## Autour de l'œuvre
- Renée Vivien a publié d'autres recueils de nouvelles : Brumes de fjords (1902) et Du Vert au violet (1903).
- Le titre du recueil rappelle La Dame au petit chien d'Anton Tchekhov (1899). Il a peut-être inspiré le titre de La Femme au petit renard de Violette Leduc (1965).

## «Male gaze» dansLa Dame à la louve
La critique de cinéma Laura Mulvey est à l'origine de la théorie du regard masculin, ou male gaze, qui argumente que le point de vue d'homme hétérosexuel influence par ses fantasmes la représentation des femmes dans la culture. Certaines des nouvelles de La Dame à la louve sont narrées par des hommes dont Renée Vivien précise l'identité, offrant une perspective interne au désir masculin : ces narrateurs ont pour but ouvert de gagner l'affection physique d'une femme. La représentation de la femme convoitée dépend donc du point de vue de ces hommes qui servent d'intermédiaire au lecteur, un pouvoir qui relègue la femme au rôle d'objet regardé. Vivien articule cette quête de deux façons: dans la nouvelle éponyme La Dame à la louve, le narrateur est un prétendant faisant la cour à une femme pas du tout intéressée, dans Cruauté des pierreries, l'homme est un prédateur dangereux prêt à tout pour retrouver la femme dont il se dit amoureux. Dans ces deux mises en scènes, le désir masculin n'aboutit pas : au contraire, l'homme est confronté à l'écart entre la femme idéalisée qu'il sous-estime, et celle, bien vraie, qui ne peut être possédée. L'échec de ces tentatives de séduction renverse le rapport de pouvoir asymétrique en plaçant dans le regard de narrateurs masculins des femmes qui leur résistent.

### Exemple de la nouvelleLa Dame à la louve
Le narrateur de cette nouvelle est un certain Pierre Lenoir, qui précise résider au 69, rue des Dames. Il entreprend de se décrire comme un homme charmeur, agréable à regarder et « très gâté par le sexe », puis il aborde sa curieuse rencontre avec une jeune femme qu'il tente de charmer, cette dernière étant la seule femme à bord du bateau dans lequel il est passager. Lenoir décrit la jeune fille comme n'étant « ni belle, ni jolie, ni même agréable »: il se contente d'elle comme projet de conquête, faute d'autres candidates. N'ayant pas accès à l'intériorité de son interlocutrice, le narrateur se contente d'étaler ses traits physiques modestes, sa peau grise et émaciée. D'un côté, donc, Lenoir se présente comme supérieur physiquement en opposition à la Dame, qu'il représente comme inférieure puisque moins belle. Sûr de lui, le narrateur lui fait une cour qu'il juge irréprochable mais elle ne démontre aucun intérêt, ce que Lenoir interprète comme une invitation à persévérer : « Elle voulait, en irritant mon orgueil, exacerber mon désir ». Il ne se demande jamais si elle veut être charmée ou non ; au contraire, puisqu'il a étudié la psychologie sur le visage des femmes, il dit savoir qu'elles veulent toujours le contraire de ce qu'elles disent. Ce faisant, il projette sur cette Dame spécifique des attentes liées à l'expérience générale qu'il a des femmes, créant d'un côté la femme désirable idéalisée et de l'autre, la femme réelle qui refuse ses avances. Lenoir utilise la parenthèse dans le texte pour créer un aparté où il s'adresse uniquement aux « messieurs ». C'est un espace pour justifier ses propos en réponse à l'hostilité de la Dame: il y construit un auditoire masculin où il sera mieux reçu, espace qu'il est le seul à posséder. Éventuellement, Lenoir comprend que la femme qu'il pensait comprendre et celle qui se trouve devant lui ne concordent pas: il quitte, touché à l'égo. Lorsque le bateau touche un écueil et sombre, le narrateur apeuré est sauvé par une embarcation de secours, tandis que la Dame reste à bord par loyauté pour sa louve. Lenoir ne remettra plus jamais les pieds sur un bateau : la fuite et l'évitement sont ses mécanismes de défense alors que dans son regard, une femme qu'il croyait comme les autres le dépasse en courage.

### Exemple de la nouvelleCruauté des pierreries
Le narrateur de cette nouvelle est Giuseppe, un alchimiste italien emprisonné depuis 7 ans pour avoir cherché la recette de la pierre philosophale, source de richesses infinies. Cet homme s'échappe de son cachot pour retrouver la femme qu'il aimait au moment d'être dénoncé et envoyé en prison. Giuseppe associe à travers la nouvelle les femmes aux pierres précieuses : la femme qu'il aime se nomme Gemma « la bien nommée », comme les gemmes qu'il désire si ardemment posséder et auxquelles il fait souvent référence. Cette comparaison incessante relègue Gemma au même rang que les pierres et l'or, objets utiles pour leur valeur monétaire et esthétique, mais inanimés et sans caractère humain. C'est d'ailleurs grâce à un anneau serti d'aigue-marine et d'une poignée de pièces d'or que Giuseppe parvient à acheter sa liberté, comme il pensait acheter l'amour de Gemma. Le narrateur est un homme violent : il assassine brutalement le gardien de prison, puis fuit avec la femme du défunt, « l'horrible sorcière » Onesta. Il se dit dégoûté par son corps gras, son haleine d'ivrogne et ses yeux stupides, il la viole puis l'étrangle à mort tout de même, malgré ne plus avoir besoin d'elle. Giuseppe s'explique : « le mâle était satisfait en moi ». La nouvelle entière s'adresse uniquement à Gemma : c'est une menace, et même la prédiction de la violence qui lui sera faite. Giuseppe justifie tous ses actes, comme si les yeux de Gemma étaient encore posés sur lui. Lorsqu'il la retrouve, c'est justement dans ses yeux qu'il comprend qu'elle l'a dénoncé. Face à cette réalisation, Giuseppe promet un courroux terrible : devant cet amour impossible, il jure de détruire Gemma lorsqu'il aura terminé de se servir de son corps. La vengeance est la seule échappatoire pour la colère et la haine du narrateur, et la femme en est le malheureux récipiendaire.

## Déconstruction du genre
Plusieurs nouvelles tirées de La Dame à la louve défient les normes sociales en offrant une déconstruction des rôles traditionnellement genrés et sexués. Ainsi, les stéréotypes concernant les deux sexes sont détournés, démontrant le ridicule derrière leurs constructions sociales. Confrontant des nouvelles qui renforcent l’aspect conventionnel des rôles genrés à d’autres où les femmes s’émancipent, sont libres de refuser les avances des hommes, et « évoluent dans des rôles sociaux dérogeant aux normes en vigueur », Vivien se détache de la dynamique hétérosexuelle et interpelle la figure de la New Woman de la Belle Époque.
La narration masculine offre à la fois une distance ironique et une critique face à l’hétéronormativité, le « travestissement de la voix narrative » qu’emploie Vivien lui permet de «  jouer un rôle […], [de] confirmer par [elle]-même ce que la tradition, la société, les discours ont appris ». Ce jeu de rôle rappelle le concept de performativité du genre, ou gender, énoncé par Judith Butler dans son essai Trouble dans le genre, où il est théorisé comme une fabrication à partir de nos gestes quotidiens et d’une « stylisation genrée du corps ». La figure de l’androgyne, identité composée de fragments masculins et féminins, est omniprésente dans les études du genre et la théorie queer. « L’être fusionné » permet d’explorer conjointement et de manière fluide les possibilités des deux sexes.
Dans La Dame à la louve, la remise en question des rôles sexués est omniprésente dans la nouvelle « Le prince charmant ».

### Androgynie dans « Le prince charmant »
La nouvelle « Le prince charmant » défie les rôles sexués traditionnels. La figure de l’androgyne est omniprésente, incarnée par Béla et Terka Széchany, frère et sœur originaires de Hongrie : « On aurait pu prendre Béla Szécheny pour une petite fille, et sa sœur Terka pour un jeune garçon. Chose curieuse, Béla possédait toutes les vertus féminines et Terka tous les défauts masculins […]. Le frère et la sœur se ressemblaient étrangement. »
Des années plus tard, Saroltâ Andrassy, amie d’enfance de Béla, tombe amoureuse de ce dernier lors de son retour à Budapest. Or, son fiancé n’est pas l’homme qu’il prétend être ; c’est plutôt Terka, travestie en l’image de son frère.
L’ambiguïté identitaire de Terka n’est pas représentée négativement : « Pour la première fois […], l’Époux fut aussi beau que l’Épouse ». L’androgyne et sa femme, Saroltâ, se cachent dans une « tendresse idéale », épanoui.es dans cette relation. Lorsque Béla refait surface, il fait même objet de déception : « Ce n’était pas le prince charmant […]. Ce n’était qu’un joli garçon sans plus », sans les  « douceurs qu [e les autres hommes] ignorent », « les paroles divines qu’ils ne prononcent jamais ». Ces qualités, seul l’androgyne, l’être complet, peut les offrir.

## Univers saphique
Après la découverte de ses textes fragmentés, Sappho devint une figure importante dans l’univers de Renée Vivien, ainsi que plusieurs autrices du XXe siècle. Dans une optique du modernisme saphique, la poétesse grecque est de grande influence pour les écrivaines qui l’adopte comme modèle littéraire, leur permettant de « parler au nom de Sappho ou “à la manière de Sappho”. Cet héritage grec particulier, qu’elles pouvaient façonner à leur image, affirmait leur posture auctoriale de même qu’il permettait d’édifier une filiation littéraire matrilinéaire ».
Renée Vivien, qui traduit bon nombre des œuvres poétiques de Sappho, se réapproprie l’univers saphique et « reconstrui[t] une communauté d’esprit propre aux femmes ». Cet emblème de l’amour lesbien est formateur et nécessaire à l’écriture d’une « affirmation féminine », l’homosexualité étant représentée comme une manière de s’affranchir, une prise de décision ferme face aux normes et aux contraintes délimitant la conception de la féminité, associée intrinsèquement au mariage et à la maternité. Vivien « revendique avec Sappho une filiation tant poétique que sexuelle.  » Dans ses nouvelles, particulièrement « Pshappha charme les sirènes » elle met en place des personnages comblant leurs désirs lesbiens et nomme plusieurs figures de l’univers poétique saphique, telle que Nossis, Anytè et Erinna.

### Le saphisme dans «Pshappha charme les sirènes»
« Pshappha charme les sirènes » est une des seules nouvelles du recueil La Dame à la louve étant narrée par une femme. Cette nouvelle met en scène Sappho, nommée sous son prénom en grec éolien « Psappha », dialecte de l’île de Lesbos. Sont aussi nommées quelques poétesses grecques, « des Musiciennes», dont les œuvres sont aussi traduites par Vivien dans son ouvrage Les Kitharèdes (1904).
La narratrice retrouve ces poétesses dans une grotte de la Méditerranée, où une Déesse la guide vers son destin, qui la révélera à elle-même. Conduite vers la communauté de femmes et charmée par ses « illustres », le destin de la narratrice prend la forme d’une initiation à l’amour lesbien : « Tu seras étrangère à la race des hommes. […] Tu seras autre, jusqu’à la fin de ton existence humaine » L’étrangeté et l’altérité bouleversent l’identité de la protagoniste. Séduite par « la fleur de ses grâces » de Sappho, promise à l’éducation par Éranna et à la poésie par Anyta, l’univers idyllique de l’amour saphique charme la narratrice et la guide vers une « identité nouvelle, enfin en accord avec l’identité intérieure », lesbienne.

## Les personnages féminins: "dignes héritières de l'Amazone[2]"
À travers les nouvelles de La Dame à la louve, Renée Vivien s’attaque aux normes coercitives d’une société patriarcale dominante, retournant comme des gants les poncifs en matière de représentation des sexes et de leurs rôles. Sous sa plume, le choix d’une sexualité divergente est une façon de penser le féminin autrement, et de mettre en scène des figures d’émancipation féminine. En réponse au carcan imposé par le pouvoir masculin sur toute la société, Vivien développe un univers utopique, où les femmes sont indépendantes, libres d’aimer qui les aime (c’est-à-dire d’autres femmes). Le désir lesbien est alors une manière de protester, en transgressant les normes sociales sexuelles en vigueur à l’époque de Vivien. Lorsque paraît La Dame à la louve, l’homosexualité féminine est à la mode dans le milieu littéraire, notamment célébrée par des auteurs tels que Paul Verlaine, Pierre Louÿs et Charles Baudelaire.Toutefois, avec ce recueil de nouvelles, Vivien ne se contente pas de s’inscrire dans cette tradition contemporaine masculine de l’époque, s’éloignant des auteurs qui l’ont influencée. En élevant Sappho comme figure centrale d’une bonne partie de son œuvre, et en offrant leur rédemption à Lilith et Vasthi (deux figures féminines, aux vertus compromises par une vision masculine de leur histoire), Vivien exprime un profond désir de réaffirmer « ce pouvoir ancien, inhérent aux femmes, de créer non seulement des enfants, mais un monde entier ».

### Un désir chaste
Le thème de l’amour et du désir lesbien s’explicite notamment dans « Psappha charme les Sirènes », « L’amitié féminine », ou encore « Bona Dea ». Dans ces écrits, l’utopie de Vivien prend corps, au moyen d’une Lesbos réinventée, « gynocentrée », que traduisent la sensualité et la langueur de la prose poétique employée. Les nouvelles remodèlent l’imagerie de l’homosexuelle, en présentant l’affection entre femmes comme « une forme supérieure d’amour qui transcende les sexes », tandis que les personnages masculins ne montrent aucun intérêt pour l’amour en lui-même. Ce qu’ils désirent par-dessus tout, c’est la jouissance de la séduction, la possession d’une proie. La narratrice de « Bona Dea » prend le contre-pied d’un tel appétit, déclarant que « l’amour des femmes ne ressemble point à l’amour des hommes. Je t’aime pour toi et non pour moi-même ». Vivien renverse ainsi la tendance de l’imaginaire poétique de l’époque (un imaginaire construit par des auteurs masculins hétérosexuels, pour la plupart), où « « le couple lesbien est réduit à une fonction érotisante pour le […] lecteur ». Cette volonté de rompre avec un modèle séculaire, en présentant un renouveau du féminin, s’illustre dès la première nouvelle, éponyme, dont la protagoniste prétend : « Je me suis si longtemps mêlée aux blancheurs vastes et désertes, que mon âme est un peu l’âme des louves fuyantes ». Une comparaison peut alors s’établir avec le couple lesbien que Baudelaire, une influence de Vivien, décrit plutôt comme deux loups (au masculin) à l’âme perturbée : « Loin des peuples vivants, errantes, condamnées, / A travers les déserts, courez comme les loups ; / Faites votre destin, âmes désordonnées, / Et fuyez l’infini que vous portez en vous ». Bien que le poète comptât parmi ses favoris, Vivien s’opposait totalement à sa représentation des femmes, et particulièrement des lesbiennes. Selon Judith Still, Baudelaire représente en effet les lesbiennes comme des vierges qu’un homme doit épouser absolument, afin de les remettre sur le droit chemin, rendant à leur corps sa fonction première : enfanter. Vivien offre quelque chose de tout à fait différent. Elle redéfinit la figure de la vierge comme étant celle d’une femme qui n’a nul besoin d’un homme pour la compléter.
Dans La Dame à la louve, la virginité est dépeinte comme une fidélité à soi-même, ainsi qu’on peut le constater dans « La chasteté paradoxale » : « Myriam est chaste. On la croit vierge. Elle trafique de la vertu des autres, tout en gardant la sienne intacte. Elle connaît la valeur de ce que les autres vendent ou donnent trop à la légère ». Cette idée de fidélité à soi se retrouve également dans la nouvelle qui donne son titre au recueil : « Elles [les femmes] possèdent cette chasteté supérieure : la constance ». De manière implicite, la cette chasteté se définit dans la symbolique froide des astres et des pierres précieuses, qui appellent la beauté désincarnée prônée par Baudelaire dans sa recherche d’absolu : « Je suis belle, ô mortels ! comme un rêve de pierre, / Et mon sein où chacun s’est meurtri tour à tour […] ». Il s’agit d’une beauté chaste, sans vie, qui ne peut pas être souillée — car elle est intouchable. Cette inaccessible beauté devient celle des « vierges chastes » qui refusent le désir masculin, « y préférant l’amour d’une femme, la seule forme d’amour valorisée dans les nouvelles de La Dame à la louve ».

### La liberté ou la mort
La virginité est enfin déclinée dans les variations sur la chasse, invoquant la légende mythique de Daphné, la vierge chasseresse, de Dictynna, ou encore celle des Amazones. Dans « La Soif ricane », Polly incarne parfaitement cette assimilation de la femme à la mythologie des Amazones, « de même qu’elle fait écho à la cowgirl américaine, symbole féminin de courage, de résistance et d’indépendance ». Cette indépendance, les protagonistes du recueil la défendent jusqu’à la mort : « dans l’univers que Vivien met en scène […], mourir de la main d’une "femelle" ou mourir tout court est beaucoup plus honorable qu’accepter l’amour d’un homme ». Vasthi choisit l’exil, au risque de mourir dans le désert, plutôt que de lever son voile, sur ordre de son roi et époux, protégeant ainsi son intimité (sa chasteté) du regard impur des hommes présents dans l’assemblée. Ce refus du compromis se trouve également dans la première nouvelle, où la « dame à la louve » préfère embrasser le destin de sa compagne à quatre pattes, en s’abîmant dans les flots, plutôt que de l’abandonner afin d’obtenir une place sur le bateau de sauvetage. Dans tous les cas, la mort paraît bien moins menaçante que la perspective d’une vie de soumission.
Chez Vivien, le code de « l’amant féminin cristallise une mythologie de la femme résistante » par le biais de figures féminines que rien n’effraie (dans « La Soif ricane », Jim, le narrateur, dit de sa compagne Polly « qu’elle ne craint pas la mort. Elle ne craint pas Dieu non plus… »). L’autrice propose ainsi un renouveau de la figure féminine en littérature, tout en la situant dans une tradition de longue date. Les protagonistes évoluent dans une dimension libérée des contraintes du monde occidental, et donc du déséquilibre profond séparant les hommes et les femmes dans la société contemporaine de Vivien : « ces textes critiquent de surcroît le discours social sexiste régnant à l’égard du désir sexuel féminin ».

## Symbolisme animalier dansLa Dame à la louve
Le symbolisme animalier dans l'œuvre de Vivien met en lumière plusieurs thèmes, notamment celui de la libération de la femme, libération qui passe par son affranchissement vis-à-vis l'homme. Dans la première nouvelle homonyme du recueil, l'auteure met en scène une dame voyageant en seule compagnie de sa louve qui se tient toujours aux côtés de sa maîtresse. C'est à un point tel que les deux semblent se fusionner l'une à l'autre. Vivien utilise ce dédoublement entre femme et animal afin d'articuler la force intérieure qui semble relever d'un caractère instinctif chez les personnages féminins. En ce faisant, Vivien inverse les rôles féminins rabaissant qui sont imposés à la femme comme condition « naturelle » et lui substitue une force primitive qui ne peut être acquise, mais qui provient de sa nature profonde. Autrement dit, l'auteure joue avec cette notion d'essentialisation des sexes en inversant les rôles masculins et féminins : « Elle s'applique […] à déborder tous les états de femmes traditionnels, c'est-à-dire tous les rôles et statuts imposées comme condition « naturelle » aux femmes ».
D'abord, pour illustrer ce rapprochement entre femme et créature sauvage, Vivien substitue qualités humaines et bestiales pour décrire l'apparence physique de la dame :  « Ses yeux jaunes ressemblaient à ceux de sa louve. » Et plus loin en décrivant sa louve, Helga : «Helga qui la contemplait avec de profonds yeux de femme. » Les caractéristiques animales associées à la dame ne sont pas que physiques, mais s'étendent aussi à son caractère : « Ses dents de fauve brillaient étrangement sous les lèvres au menaçant retroussis. » ainsi que « […] ordonna-t-elle avec une décision presque sauvage. » La femme caractérisée comme « menaçante » et « sauvage » sont des caractéristiques que l'on associerait d'emblée à un prédateur et l'auteure utilise ce symbolisme pour révéler les sentiments du narrateur masculin par rapport à la femme, qu'il perçoit comme une menace. Effectivement, dans l'univers de Vivien, la femme n'est pas une proie à l'homme, mais est maître en son royaume, tout comme le loup dans le royaume animal : « Les femmes de papier de La Dame à la louve sont supérieures en tout aux personnages masculins, faisant preuve de plus de courage, de bravoure et de force mentale, psychologique, émotionnelle et même physique […] »

### Mythes et archétypes du féminin
Dans Women Who Run with the Wolves, l'auteure raconte un mythe provenant du nord du désert mexicain qui s'intitule « La Loba » ou  « Femme louve ». C'est l'histoire d'une femme qui collecte des os de loup et ressuscite l'animal lorsque le squelette de celui-ci est complet. « La loba » fera renaître le loup  « en lui chantant des hymnes du plus profond de son âme, à un point tel qu'elle fait vibrer le plancher désertique. » jusqu'à ce que  « […] le loup soit soudainement transformé en une femme ricanante courant librement vers l'horizon. » 
Cette « femme-louve » renvoie à l'archétype de la « femme sauvage » qui, selon Estés, relève d'une indépendance spirituelle et amoureuse : « We cannot make the mistake of attempting to elicit this great feeling of love from a lover, for this women's labour of finding and singing the creation hymn is a solitary work, a work carried out in the desert of the psyche. » Cette qualité de loup-solitaire accordée à la dame est réitérée lorsqu'elle compare son âme à celle de sa louve, représentant sa quête pour une liberté émancipatrice. Cette soif de liberté est mise en lumière par son rapport à la pureté de la nature sauvage : « J'ai si longtemps respiré l'air des forêts, l'air vibrant de neige, je me suis si souvent mêlée aux Blancheurs vastes et désertes, que mon âme est un peu l'âme des louves fuyantes.» « L'âme des louves fuyantes » évoque l'archétype de la « femme sauvage » courant librement vers l'horizon dans le mythe de La loba.
Finalement, l'affranchissement de la femme vis-à-vis l'homme passera par la mort de celle-ci, préférant succomber au naufrage en compagnie de sa louve plutôt que d'élever l'homme au statut de « sauveur ». Sa décision d'opter pour la mort se traduit en un refus total de sa soumission à l'homme : « She is an outcast, maybe even an outlaw, but she is so on her on rational decision- based on an analysis of the city of men, as well as a visceral reaction (nausea) to men's practices.» 

## Sources

### Ouvrages
- Lorenz, Paul, Sapho 1900 : Renée Vivien, Paris, Julliard, 1977
- Renée Vivien (préf. Martine Reid), La dame à la louve, Paris, Gallimard, 2007, 141 p. (ISBN 978-2-07-034359-1 et 2-07-034359-6, OCLC 85886327, lire en ligne), p.8.
- Bartholomot Bessou, Marie-Ange, L’imaginaire du féminin dans l’œuvre de Renée Vivien. De mémoires en Mémoire, Clermont-Ferrand, Presses universitaires de Rennes, 2004
- Joubi, Pascale, Fictions modernistes du masculin-féminin 1900-1940, Rennes, Presses universitaires de Rennes, 2016
- Marie-Claude Dugas, Palimpseste de la femme nouvelle dans le récit moderniste au féminin : 1900-1940 (thèse de doctorat en Littérature de langue française), Montréal, Université de Montréal, 2017, 325 p. (lire en ligne)
- (en) Karla Jay, The Amazon and the page : Natalie Clifford Barney and Renée Vivien, Bloomington, Indiana University Press, 1988, 152 p. (ISBN 0-253-30408-3, 978-0-253-30408-7 et 0-253-20476-3, OCLC 16130109, lire en ligne)
- (en) Pinkola Estés, Clarissa, Women who run with the Wolves, Random House, 1995
- (en) Still, Judith, Derrida and Other Animals : The Boundaries of the Human, Édimbourg, Edinburgh University Press, 2015
- (en) Mesch R., Gendered Discourse: French Women Writers and the Representation of Sexuality, 1880-1910, University of Pennsylvania, 2000
- (en) Judith Still, « Renée Vivien’s “La Dame à la louve” and the Freedom to Choose », dans Diana Holmes, Women Genre and Circumstance : Essays in Memory of Elizabeth Fallaize, Londres, Routledge, 2017 (ISBN 978-1-351-19259-0 et 1-351-19259-0, OCLC 1011124837, lire en ligne)

### Articles
- Reid, Martine, « Figuration des sexes dans “La Dame à la louve” », dans Nicole G Albert et Brigitte Rollet (dir.), Renée Vivien: une femme de lettres entre deux siècles (1877-1909), Paris, Éditions Honoré Champion, 2012
- Pascale Joubi, « Réappropriation et reconfiguration du gender, du saphisme et de Mytilène par Renée Vivien », dans Andrea Oberhuber, Alexandra Arvisais et Marie-Claude Dugas, Fictions modernistes du masculin-féminin: 1900-1940, Rennes, Presses Universitaires de Rennes, 2016 (ISBN 9782753557352, présentation en ligne)
- OBERHUBER, Andrea et Sarah-Jeanne Beauchamp Houde, « Figures troubles. La New Woman et la femme nouvelle dans La Dame à la louve de Renée Vivien et Héroïnes de Claude Cahun », Captures, vol. 4, no 1,‎ 2019 (lire en ligne)